# Allexton
Allexton – wieś w Anglii, w hrabstwie Leicestershire, w dystrykcie Harborough. Leży 24 km na wschód od miasta Leicester i 130 km na północ od Londynu. Miejscowość liczy 58 mieszkańców. Kościół św. Piotra zawiera fragmenty z XII w. i XV w.